# Łaziska Górne (przystanek kolejowy)
Łaziska Górne – przystanek kolejowy w Łaziskach Górnych, w województwie śląskim, w Polsce.
Aż do lat 50. XX wieku przystanek znajdował się na terenie miejscowości Mokre, obecnie będącej dzielnicą Mikołowa.
Na przełomie XIX i XX wieku powstał niewielki dworzec kolejowy, rozebrany w latach 80. XX wieku. Wybudowano wówczas nowy budynek dworca (w 1986), służący pasażerom tylko kilkanaście lat, do końca XX wieku. Następnie obiekt został zamknięty przez PKP i, pozbawiony opieki, stopniowo niszczał. Ostateczna rozbiórka nastąpiła pod koniec 2005.

## Ruch pasażerski
| Rok  | Wymiana pasażerska na dobę |
| ---- | -------------------------- |
| 2017 | 150-199                    |
| 2022 | 300-499                    |